# نادي كهر دورود لرستان
نادي كهر دورود لرستان (بالفارسية: باشگاه فوتبال گهر دورود لرستان) ، هي نادي رياضي لكرة القدم، تقع مقرها في مدينة دورود الإيرانية.

## وصلات خارجية
(بالفارسية) Fan Blog
- www.gaharfc.com